# Вила-де-Фрадеш
Вила-де-Фрадеш (порт.  Vila de Frades) - фрегезия (район) в муниципалитете Видигейра округа Бежа в Португалии. Территория – 25,58 км². Население – 992 жителей. Плотность населения – 38,8 чел/км².

## Известные уроженцы
- Жозе Фиалью де Алмейда (1857—1911) — один из крупнейших португальских писателей XIX века.